# Колвинське сільське поселення
Колви́нське сільське поселення (рос. Колвинское сельское поселение) — муніципальне утворення у складі Усінського міського округу Республіки Комі, Росія. Адміністративний центр — село Колва.

## Населення
Населення — 370 осіб (2010; 422 у 2002, 452 у 1989).

## Склад
До складу поселення входять такі населені пункти:
| Населений пункт    | Населення, осіб (1989) | Населення, осіб (2002) | Населення, осіб (2010) |
| ------------------ | ---------------------- | ---------------------- | ---------------------- |
| Колва, село        | 409                    | 381                    | 346                    |
| Синянирд, присілок | 43                     | 41                     | 24                     |